# Château du Beau-Chêne
Le château du Beau-Chêne  est situé sur la commune du Quessoy en France.

## Localisation
Le château est situé sur la commune du Quessoy dans le département des Côtes-d'Armor, dans la région Bretagne.

## Description
Le château est un édifice de plan en H, le corps principal de trois travées est encadré de deux pavillons latéraux en légère saillie. Galerie vitrée au revers de la façade sur jardin. Élévation en maçonnerie enduite avec encadrement de baies en brique et chaînes d'angle en pierre de taille. Étage de soubassement ; rez-de-chaussée surélevé ; un étage carré ; un étage de comble.

## Historique
Le château appartient à la comtesse du Quilio au début du XXe siècle.